# Стеностира
Стеностира (лат. Stenostira scita) — вид воробьиных птиц из семейства стеностировых (Stenostiridae), единственный в одноимённом роде (Stenostira).
Традиционно, стеностира относилась к семейству мухоловковых (Muscicapidae). Лишь в 2005 году, по результатам молекулярного анализа, вид перенесли в новообразованное семейство Stenostiridae.
Стеностира распространена в Южной Африке. Гнездится в ЮАР, Лесото, на юге Ботсваны и Намибии. Залётные птицы наблюдаются в Эсватини и Зимбабве.
Тело длиной 11—12 см. Спина, шея и верх головы серые. От клюва через глаз проходит чёрная полоса в виде маски. Над ней есть белая надбровная полоса. Крылья чёрные с длинной белой полосой, а длинный чёрный хвост имеет белые стороны. Горло белое. Грудь светло-серая. Брюхо белое с розовым оттенком. Клюв короткий, но крепкий, чёрный.
Живёт среди кустарников в кару и финбоше. Питается насекомыми. Образует моногамные пары. Гнездо обустраивает среди ветвей деревьев или кустарников. В гнезде 2—3 зелёных яйца.